# Der Abschied (Hölderlin)

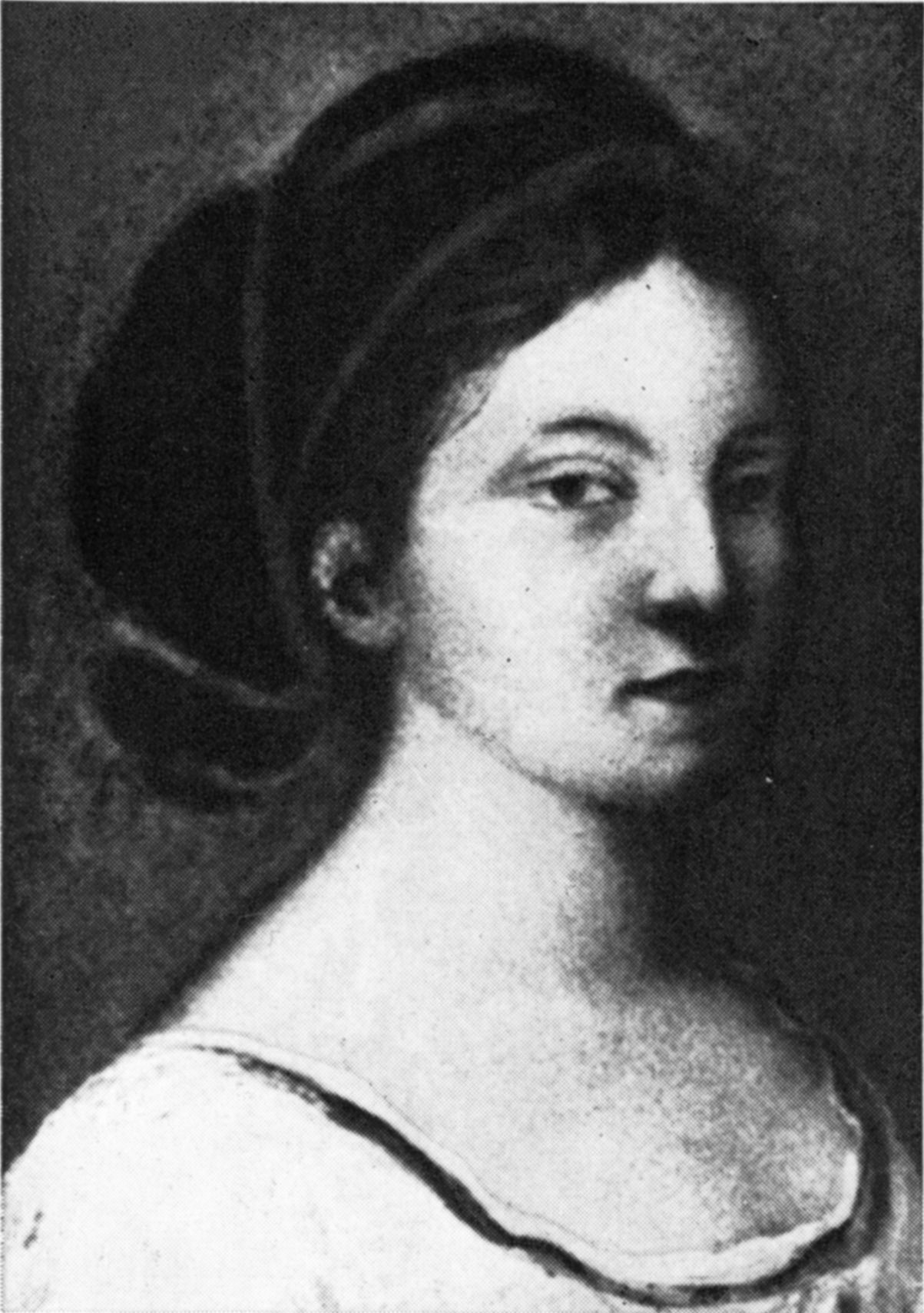
Susette Gontard

Der Abschied ist das Gedicht Friedrich Hölderlins, eine neunstrophige Ode in asklepiadeischem Versmaß, in dem er das Erlebnis seiner Trennung von Susette Gontard, seiner „Diotima“, am eindringlichsten gestaltet hat. Zunächst, im Jahr 1798, schrieb er nur die erste Strophe und veröffentlichte sie unter dem Titel Die Liebenden, zwei Jahre später die restlichen acht Strophen.

## Entstehung und Überlieferung
Etwa am 10. Januar 1796 hatte Hölderlin seine Stelle als Hauslehrer für Henry angetreten, den Sohn des Frankfurter Kaufmanns Jakob Friedrich Gontard-Borkenstein (1764–1843). Sehr bald entstand zwischen Hölderlin und Susette, der Frau Gontards und Mutter Henrys, tiefe Zuneigung. Susette war für Hölderlin wohl schon das Abbild „der ewigen Schönheit“, von der er am 15. Januar in einem Brief an seinen Freund Christian Ludwig Neuffer schrieb. Gegen Ende Juni bekannte er Neuffer seine Gefühle. Es gab Zeiten sorglos-vertrauten Zusammenlebens. Marie Rätzer (1772–1849), die Erzieherin der drei Töchter des Ehepaars Gontard, schrieb Anfang Mai 1797 an eine Freundin: „den ganzen morgen ist F<rau> G<ontard> mit H<ölderlin> oben hin der Laube u ihm Cabinet“ des Gartens. Hölderlin am 16. Februar 1797 an Neuffer:

„Mein Theuerer!
Ich habe eine Welt von Freude umschifft, seit wir uns nicht mehr schrieben.<…>
Und noch ist es so! noch bin ich immer glüklich, wie im ersten Moment. Es ist eine ewige fröhliche heilige Freundschaft mit einem Wesen, das sich recht in diß arme geist- u. ordnungslose Jahrhundert verirrt hat! Mein Schönheitsinn ist nun vor Störung sicher. Er orientiert sich ewig an diesem Madonnenkopfe. Mein Verstand geht in die Schule bei ihr, und mein uneinig Gemüth besänftiget, erheitert sich täglich in ihrem genügsamen Frieden.“

Doch war beiden die Unvermeidlichkeit eines Endes bewusst. Am 31. Oktober 1799, in einem Brief nach der Trennung, erinnerte Susette Hölderlin an „die seeligen Stunden unserer ersten ganz neuen Liebe, wo Du einmal sagtest: O! wenn das Glück ein halbes Jahr nur dauret!“ Es kam zu Spannungen im Hause Gontard. Hölderlin empfand seine Lage als zwiespältig, seine Stellung unter den reichen „Frankfurter Gesellschaftsmenschen“ domestikenhaft, demütigend. Anlässlich der Vermählung Marie Rätzers mit einem Freiherrn Rüdt von Collenberg schrieb er am 10. Juli 1797 an Neuffer: „O Freund! ich schweige und schweige, und so häuft sich eine Last auf mir, die mich am Ende fast erdrüken, die wenigstens den Sinn unwiderstehlich mir verfinstern muß. <…> Ich bin zerrissen von Liebe und Haß.“

Taschenbuch für Frauenzimmer 1799
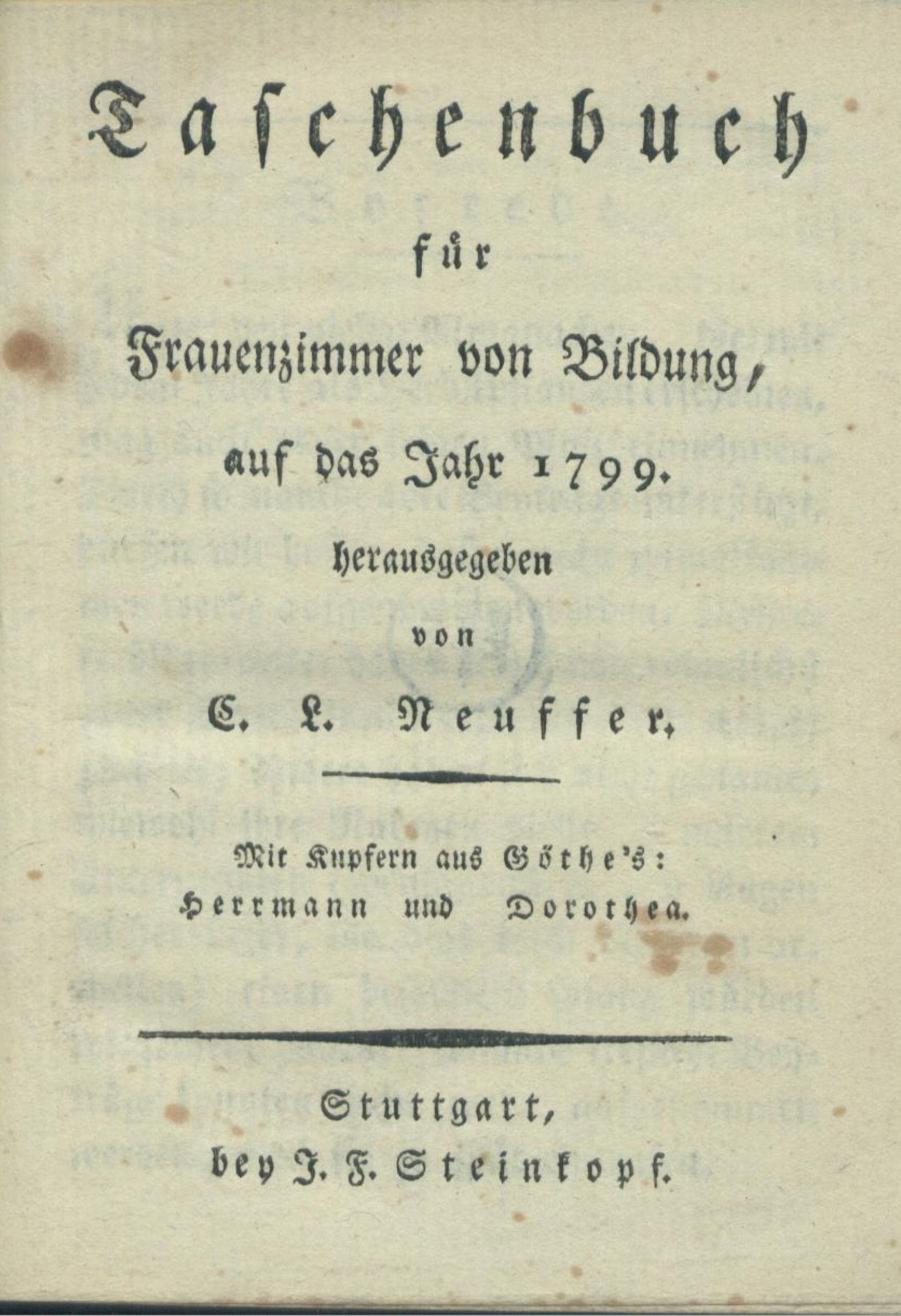
Titelblatt
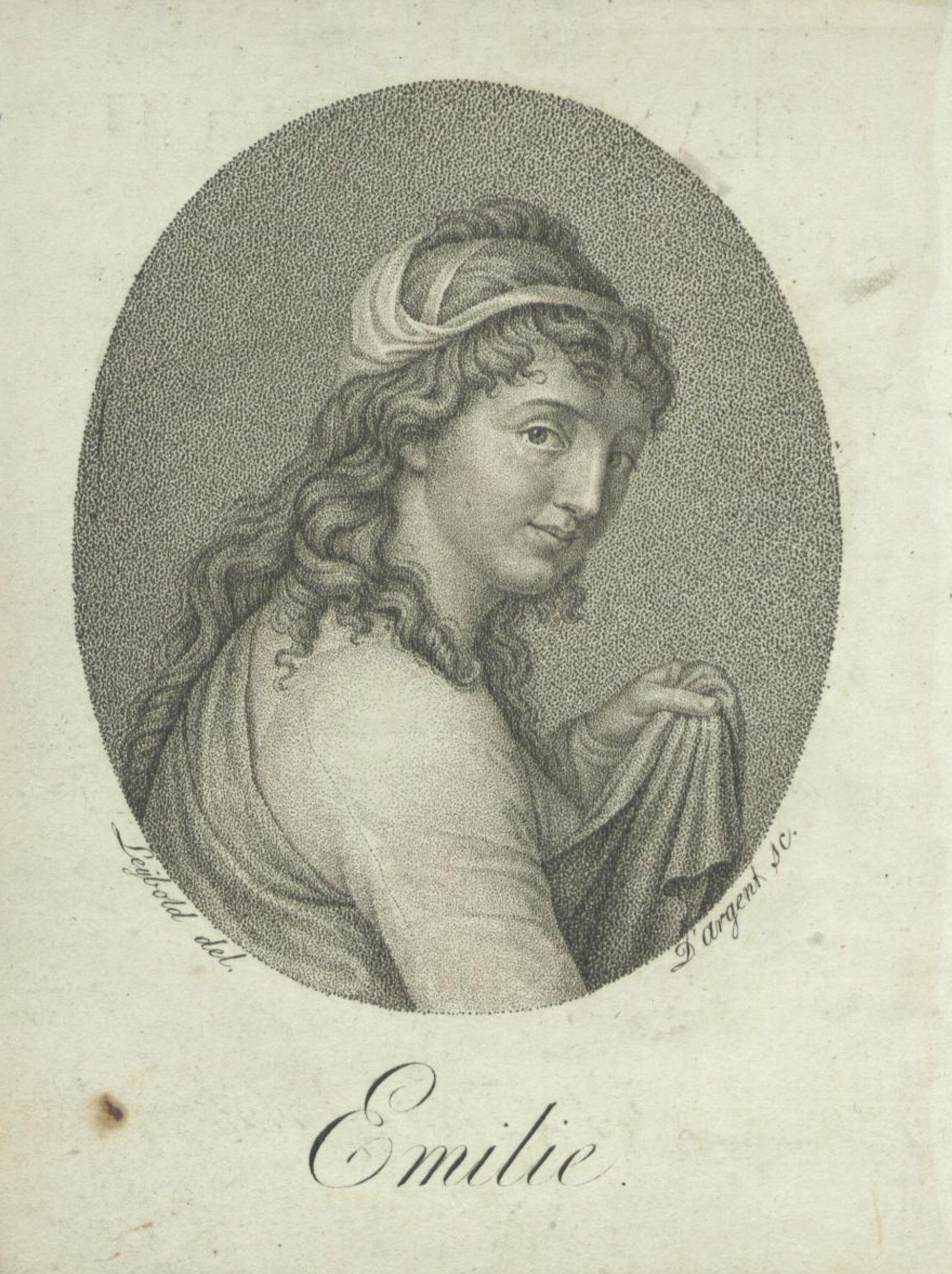
Titelkupfer
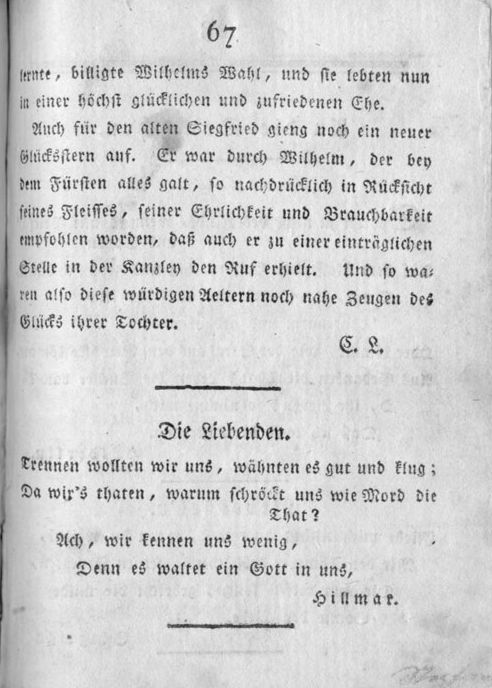
Hölderlins Die Liebenden

Die Zerrissenheit spiegelt ein Kreis von 21 ein- bis dreistrophigen, von Friedrich Beissner so genannten „epigrammatischen Oden“ wider, von denen Hölderlin im Juni und August 1798 achtzehn in zwei Sammelhandschriften an Neuffer schickte für dessen Taschenbuch für Frauenzimmer von Bildung. In einigen wirft der Abschied seinen Schatten voraus, am deutlichsten in Die Liebenden.
Ende September 1798 kam es zu aggressiven Worten Gontards gegenüber Hölderlin, „auf die hin die ebenfalls tief verletzte Frau Gontard dem Dichter den – alsbald bereuten – Rat gibt, sich ‚auf der Stelle … zu entfernen‘“. Hölderlin verließ Frankfurt und zog auf Rat seines Freundes Isaak von Sinclair nach Homburg vor der Höhe. Susette und er schrieben sich und trafen sich noch einigemale heimlich, zuletzt am 8. Mai 1800.
Im Sommer 1800, noch in Homburg oder schon in Stuttgart, wohin er Mitte Juni umzog, erweiterte Hölderlin mehrere der „epigrammatischen Oden“ von 1798, so Die Liebenden durch Hinzufügung von acht weiteren Strophen zu Der Abschied.
Das Manuskript der Liebenden ist wie der größte Teil der an Neuffer gesandten Sammelhandschriften verloren. Der Abschied ist in drei Handschriftfassungen erhalten, H1, H2 und H3 nach der von Friedrich Beissner, Adolf Beck und Ute Oelmann (* 1949) herausgegebenen historisch-kritischen Stuttgarter Ausgabe der Werke Hölderlins. Die Handschriften sind als Digitalisate der Württembergischen Landesbibliothek Stuttgart zugänglich (siehe Literatur). H1 ist ein „sehr verknäuelter“ Entwurf der acht neuen Strophen (Vers 5–36), den Hölderlin dann auf demselben Blatt in H2 ordnete. In H2 folgen auf die Überschrift und eine Reinschrift der ersten Strophe die acht neuen Strophen in zwei und drei Kolumnen. H3 steht in einem Konvolut mit Reinschriften anderer aus den „epigrammatischen Oden“ erweiterter Gedichte. Merkwürdigerweise sind, bei dieser Ode als einziger, die Zeilenanfänge in H2 und H3 nicht treppenförmig eingerückt.

„Der Abschied“: Hölderlins Manuskripte
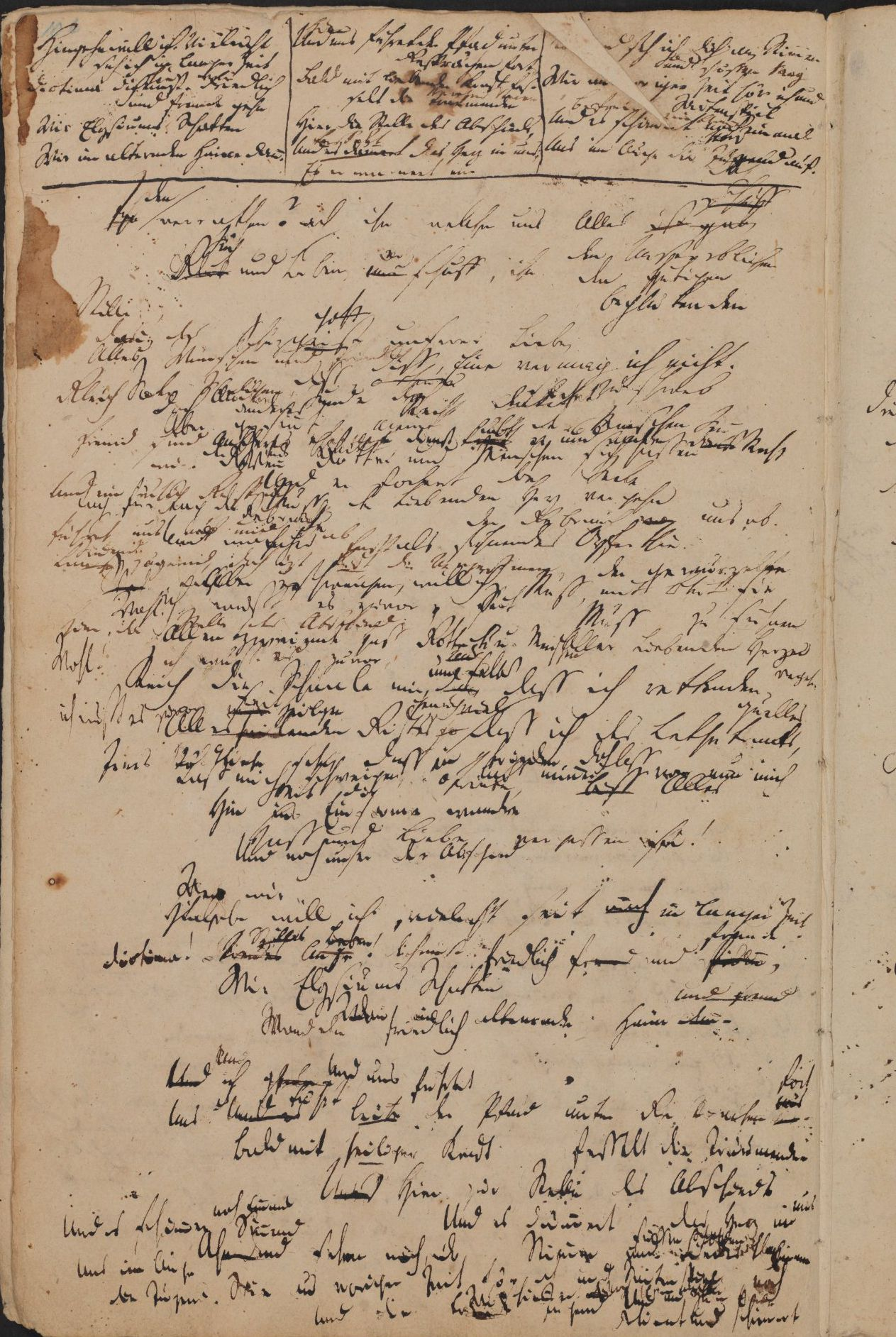
Über dem Querstrich Vers 25–36 von H2, darunter H1 (ab „Den verrathen?“)
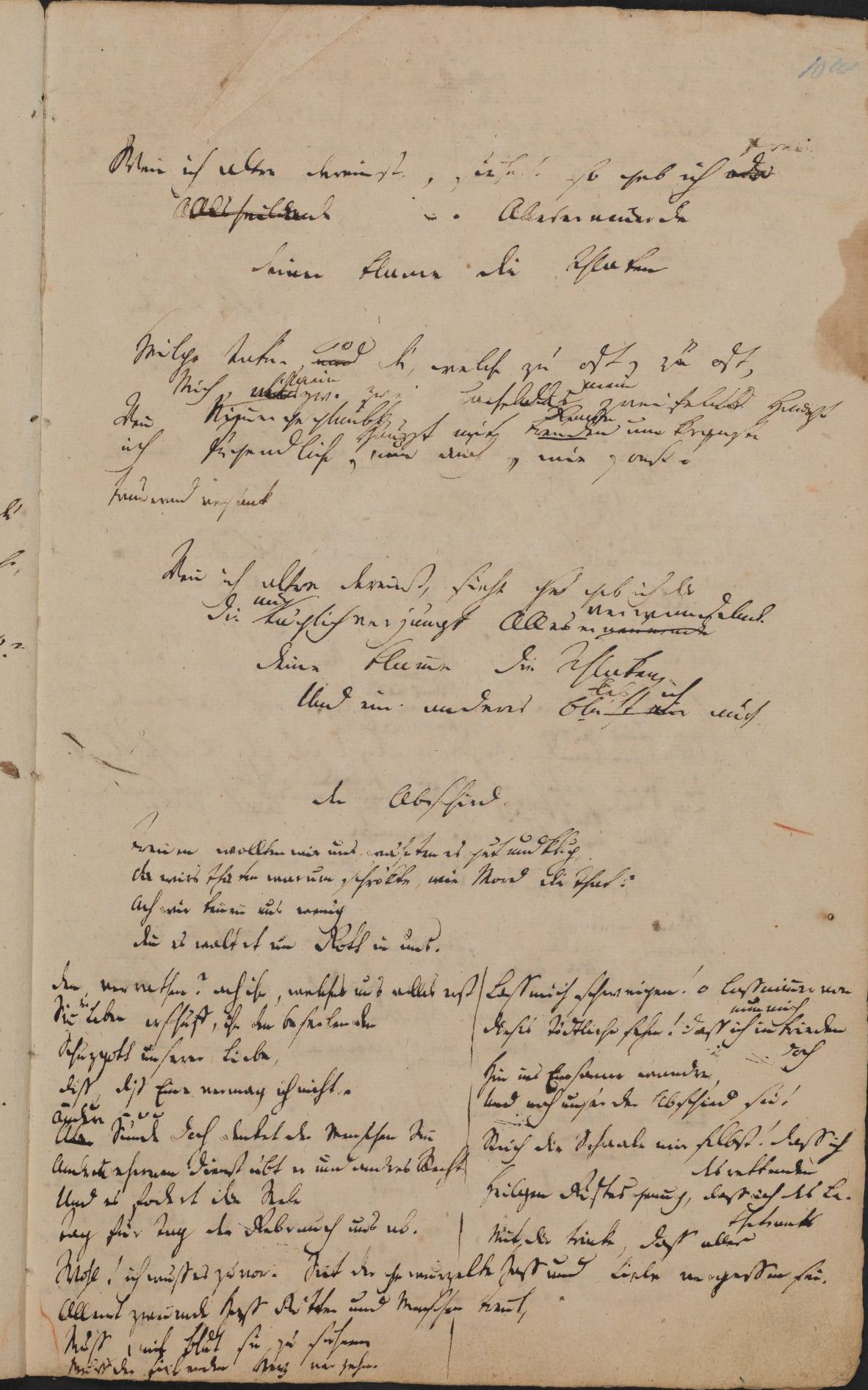
Oben letzte zwei Strophen von Ihre Genesung, unten Überschrift und Vers 1–24 von H2
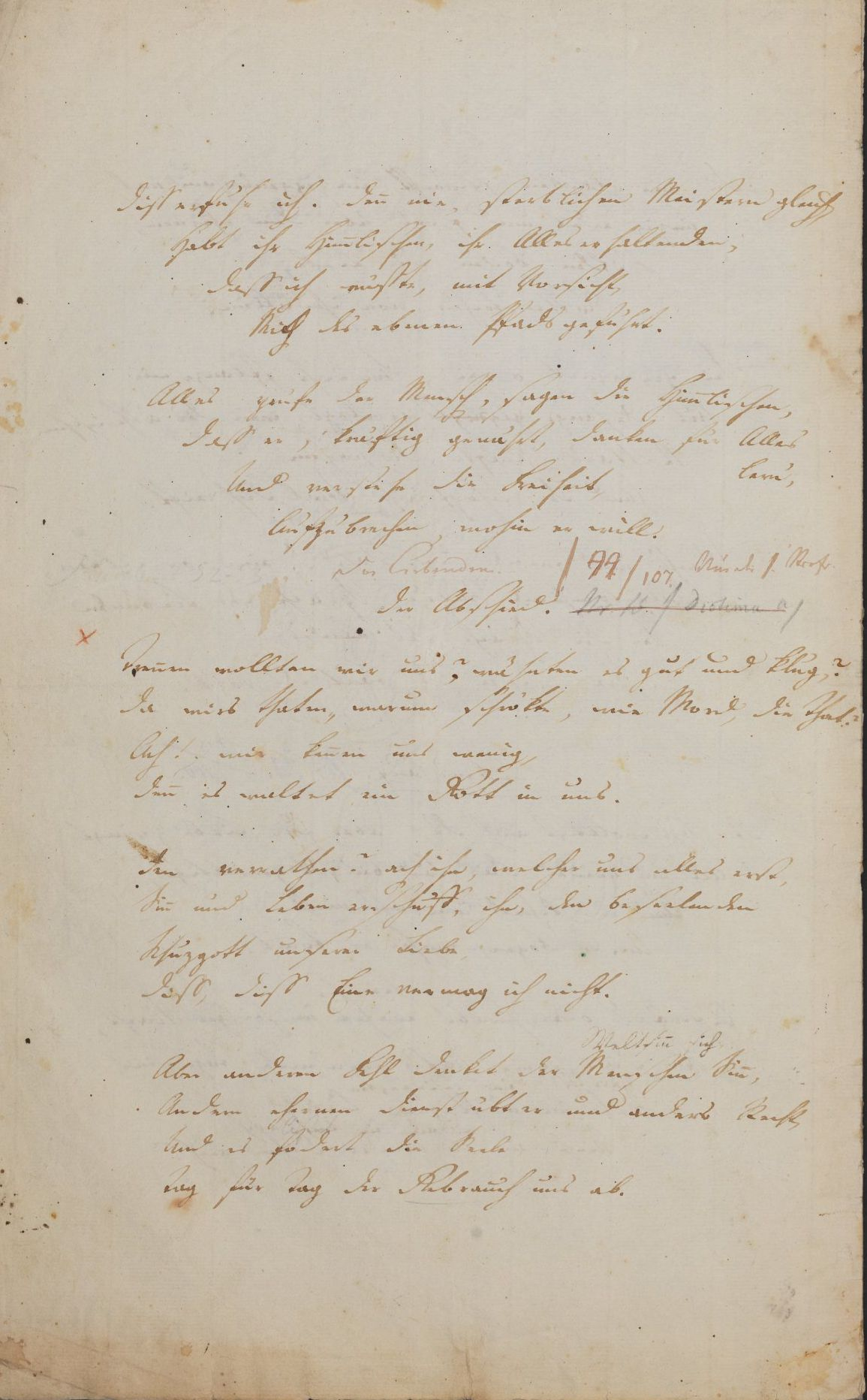
Oben letzte zwei Strophen von Lebenslauf, unten Vers 1–12 von H3
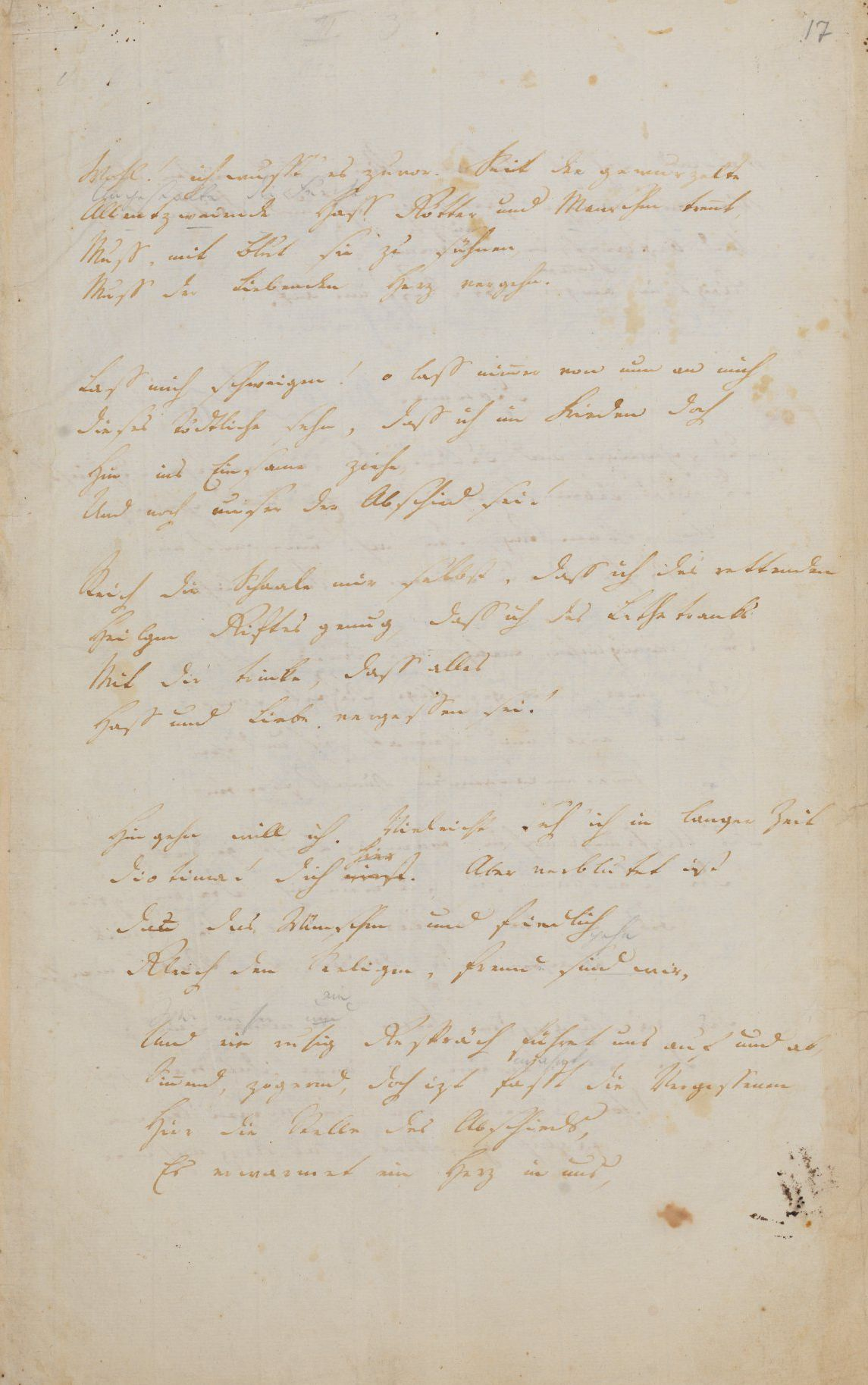
Vers 13–32 von H3
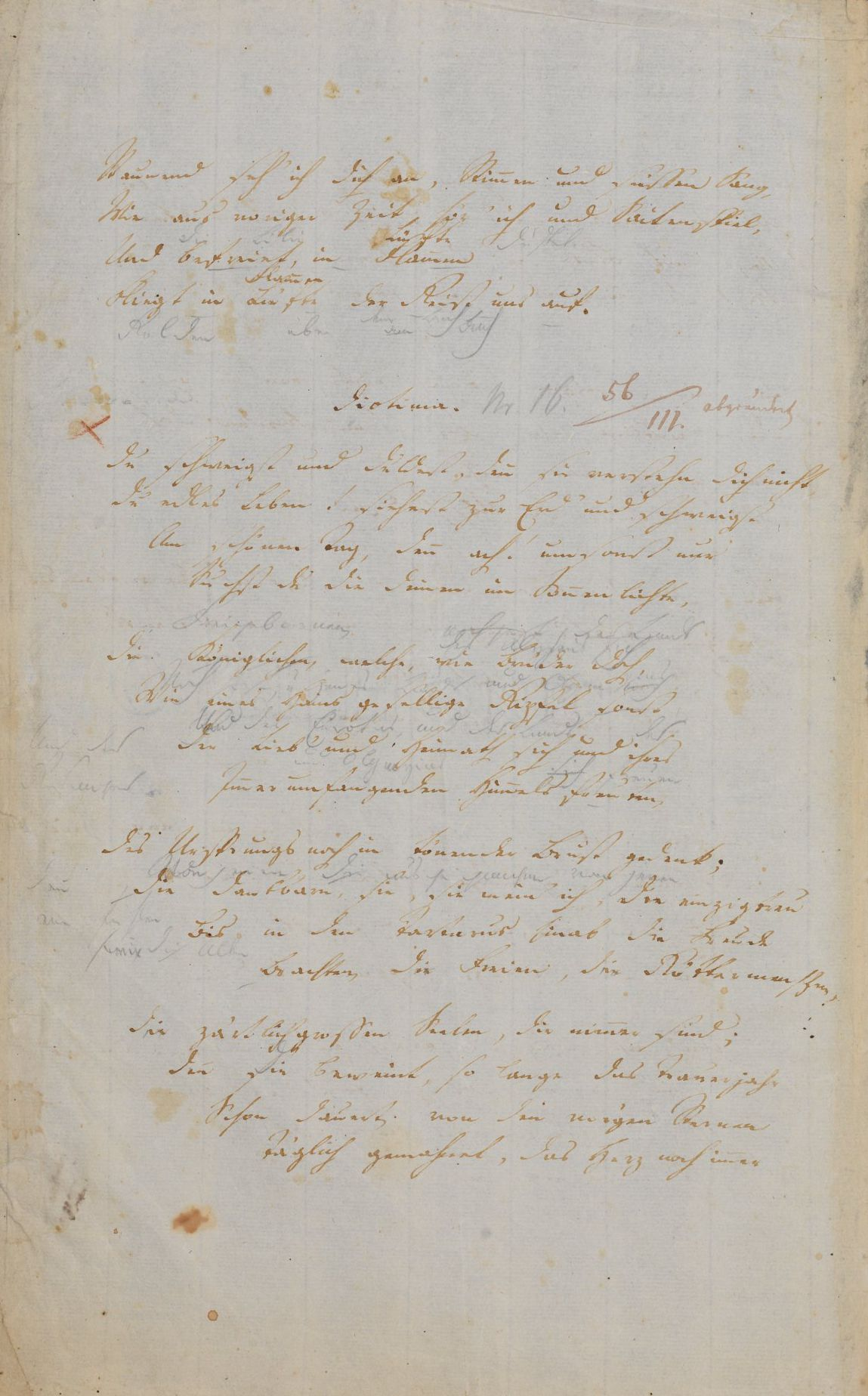
Vers 33–36 von H3

Die Liebenden wurde in Neufers Taschenbuch für Frauenzimmer von Bildung, auf das Jahr 1799 veröffentlicht. Das Gedicht ist dort wie einige weitere Gedichte Hölderlins mit „Hillmar“ unterschrieben. Der Abschied wurde erst in der 1826 von Ludwig Uhland und Gustav Schwab veranstalteten, in der Cotta’schen Verlagsbuchhandlung erschienenen Auswahl von Hölderlins Gedichten gedruckt. Hölderlin, seit fast zwanzig Jahren geistig krank im heutigen Tübinger Hölderlinturm von dem Schreinermeister Ernst Friedrich Zimmer (1772–1838) betreut, geriet „bei der Mitteilung, daß Uhland und Schwab ‚seine Gedichte sehr gut redigiert hätten, in tiefen Unmut‘ und <sagte>, ‚er brauche diese Hilfe nicht, er selbst könne redigieren, was er gedichtet‘“.
In diesem Artikel wird Hölderlin nach der Stuttgarter Ausgabe zitiert. Sie bringt zwei Fassungen, die erste H2, die zweite H3 entsprechend. Die Texte der historisch kritischen Frankfurter Ausgabe sind mit der Stuttgarter Ausgabe identisch mit dem einzigen Unterschied, dass Vers 26 der ersten Fassung statt „Diotima! dich hier. Aber verblutet ist“ (Stuttgarter Ausgabe) „Diotima! dich einst. Aber verblutet ist“ lautet. Die „Leseausgabe“ von Jochen Schmidt druckt beide Fassungen in „modernisierter“ Orthographie. Die „Leseausgabe“ von Michael Knaupp druckt nur die zweite Fassung, mit der Stuttgarter Ausgabe identisch.

## Texte und Interpretation
In der zweiten Fassung sind die Änderungen gegenüber der ersten kursiv hervorgehoben. Interpretationen haben Wolfgang Binder, Gabriele von Bassermann-Jordan und Jochen Schmidt gegeben.
| Der Abschied Erste Fassung Trennen wollten wir uns? Wähnten es gut und klug? Da wirs thaten, warum schrökte, wie Mord, die That? Ach! wir kennen uns wenig Denn es waltet ein Gott in uns. Den verrathen? ach ihn, welcher uns alles erst, Sinn und Leben erschuff, ihn, den beseelenden Schuzgott unserer Liebe, Diß, diß Eine vermag ich nicht. | Der Abschied Zweite Fassung Trennen wollten wir uns? Wähnten es gut und klug? Da wirs thaten, warum schrökte, wie Mord, die That? Ach! wir kennen uns wenig Denn es waltet ein Gott in uns. Den verrathen? ach ihn, welcher uns alles erst, Sinn und Leben erschuff, ihn, den beseelenden Schuzgott unserer Liebe, Diß, diß Eine vermag ich nicht. |

Die erste, im Taschenbuch für Frauenzimmer von Bildung selbständig veröffentlichte Strophe stellt in einer für die „epigrammatischen Oden“ des Jahres 1798 programmatischen Kürze eine Frage und gibt eine Antwort. Warum schreckt die Trennung die Liebenden „wie Mord“? Weil ihre Liebe die menschliche Sphäre transzendiert, eine religiöse Dimension hat.
Der „Gott in uns“, der „Schuzgott unserer Liebe“ mag Eros sein, der nach Platon in den Gemütern und Seelen von Göttern und Menschen wohnt, oder der Genius der Liebenden. An ihn denkend, protestiert das lyrische Ich gegen die Zumutung der Trennung – „Diß, diß Eine vermag ich nicht“.
| Aber andern Fehl denket der Menschen Sinn, Andern ehernen Dienst übt er und anders Recht, Und es fodert die Seele Tag für Tag der Gebrauch uns ab. Wohl! ich wußt es zuvor. Seit der gewurzelte Allentzweiende Haß Götter und Menschen trennt, Muß, mit Blut sie zu sühnen, Muß der Liebenden Herz vergehn. | Aber andern Fehl denket der Weltsinn sich, Andern ehernen Dienst übt er und anders Recht, Und es listet die Seele Tag für Tag der Gebrauch uns ab. Wohl! ich wußt es zuvor. Seit die gewurzelte Ungestalte die Furcht Götter und Menschen trennt, Muß, mit Blut sie zu sühnen, Muß der Liebenden Herz vergehn. |

Mochte die Notwendigkeit der Trennung von Hölderlin und Frau Gontard aus ihrer bürgerlichen Stellung folgen – das lyrische Ich sieht die Tragik der Liebe allgemeiner, tiefer begründet, nämlich im Zustand von Welt und Menschen. „Hölderlin dachte in weltgeschichtlichen Dimensionen. Er konnte nicht anders.“ Der „Menschen Sinn“, der „Weltsinn“ ist eherner Dienst geworden, „geheime Unterjochungssucht“, Gebrauch um des Gebrauchs willen, Unfruchtbarkeit alles Tuns. Es wohnt, wie Hölderlin im gleichzeitigen Hexameter-Gedicht Der Archipelagus schrieb: „es wohnt wie im Orkus, / Ohne Göttliches unser Geschlecht. Ans eigene Treiben / Sind sie geschmiedet allein, und sich in der tosenden Werkstatt / Höret jeglicher nur und viel arbeiten die Wilden / Mit gewaltigem Arm, rastlos, doch immer und immer / Unfruchtbar, wie die Furien, bleibt die Mühe der Armen.“ Zu diesem Zustand steht die Innigkeit der Liebe in scharfem Kontrast, pointiert hervorgehoben durch das dreimalige „anderen“, „andern“, „anders“. In einer solchen Umgebung mit solchen Gesetzen kann Liebe nicht gedeihen.
Die vierte Strophe deutet das Sosein von Welt und Menschen als Folge des Verlustes der Harmonie der Menschen mit den Göttern. „Haß“ oder „Furcht“ trennt Götter und Menschen. „In dieser kranken Weltverfassung liegt die Ursache für die persönliche Tragik der Liebenden.“ Sie werden zum Opfer; „sühnendes Opferthier“ steht in der vierten Strophe des Entwurfs H1.
| Laß mich schweigen! o laß nimmer von nun an mich Dieses Tödtliche sehn, daß ich im Frieden doch Hin ins Einsame ziehe, Und noch unser der Abschied sei! Reich die Schaale mir selbst, daß ich des rettenden Heilgen Giftes genug, daß ich des Lethetranks Mit dir trinke, daß alles Haß und Liebe vergessen sei! | Laß mich schweigen! o laß nimmer von nun an mich Dieses Tödtliche sehn, daß ich im Frieden doch Hin ins Einsame ziehe, Und noch unser der Abschied sei! Reich die Schaale mir selbst, daß ich des rettenden Heilgen Giftes genug, daß ich des Lethetranks Mit dir trinke, daß alles Haß und Liebe vergessen sei! |

In der fünften und sechsten Strophe wird der Abschied vollzogen. In seiner Verzweiflung möchte das lyrische Ich nicht mehr sprechen und die Augen schließen. Doch soll im Abschied die Liebe noch einmal verwirklicht werden: „Und noch unser der Abschied sei!“ Die Intensität des Gefühls spiegelt sich im sprachlichen Gefüge wider. „In wiederholten <…> Anläufen quillt der Satz stoßweise empor und flutet zumeist über die Verseinschnitte hinweg“ – so in der dreifachen Anapher „daß ich“ (Vers 18, 21, 22), die sich im „daß“ (Vers 24) fortsetzt, und in den Enjambements von den Versen 17, 18, 22 und 23 zu den jeweiligen Folgeversen.
Der Abschied wird genommen mittels des vergessenmachenden Lethetranks, den die Geliebte dem Ich reichen soll. Die Liebenden bleiben zwar im Diesseits, aber das Kernstück ihres Lebens, die gemeinsame Liebe, ist verloren – „vergessen“. Was ihre Liebe angeht, fühlen sie sich in einer Schattenwelt, das Wünschen verblutet (Vers 26–27), leidenschaftslos friedlich und fremd (Vers 27–28).
| Hingehn will ich. Vieleicht seh’ ich in langer Zeit Diotima! dich hier. Aber verblutet ist Dann das Wünschen und friedlich Gleich den Seeligen, fremd sind wir, Und ein ruhig Gespräch führet uns auf und ab, Sinnend, zögernd, doch izt faßt die Vergessenen Hier die Stelle des Abschieds, Es erwarmet ein Herz in uns, Staunend seh’ ich dich an, Stimmen und süßen Sang, Wie aus voriger Zeit hör’ ich und Saitenspiel Und befreiet, in Lüfte Fliegt in Flammen der Geist uns auf. | Hingehn will ich. Vieleicht seh’ ich in langer Zeit Diotima! dich hier. Aber verblutet ist Dann das Wünschen und friedlich Gleich den Seeligen, fremde gehn Wir umher, ein Gespräch führet uns auf und ab, Sinnend, zögernd, doch izt mahnt die Vergessenen Hier die Stelle des Abschieds, Es erwarmet ein Herz in uns, Staunend seh’ ich dich an, Stimmen und süßen Sang, Wie aus voriger Zeit hör’ ich und Saitenspiel Und die Lilie duftet Golden über dem Bach uns auf. |

Doch scheint ein Erwachen und Wiederfinden möglich. In der siebenten Strophe, in der am „Wendepunkt des Gedichtes“ zum einzigen Mal der Name der Geliebten fällt, „Diotima“ (Vers 26), keimt Hoffnung. An der „Stelle des Abschieds“ (Vers 31) geschieht es. Den „Vergessenen“ „löst die Stelle des Abschieds den Bann des Lethetranks.“ Staunend erkennen sie sich, Stimmen und Musik tönen ihnen „Wie aus voriger Zeit“.
Die beiden Schlussverse lauteten im Entwurf, unten am linken Rand von H1: „Und es schimmert noch einmal / Uns im Auge die Jugend auf“, als könne es eine Wiederkehr der Liebe in der Realität geben. In der ersten Fassung, entsprechend H2, in der die Stelle des Abschieds die Vergessenen „faßt“, fliegt „befreiet, in Lüfte / <…> in Flammen der Geist uns auf“ – ein Wiederfinden jenseits des Irdischen. In der zweiten Fassung, entsprechend H3, in der die Stelle des Abschieds die Vergessenen „mahnt“, lauten die Verse „Und die Lilie duftet / Golden über dem Bach uns auf.“ Ähnlich heißt es in Hölderlins Roman Hyperion: „O <…> ihr Lilien an den Bächen des Thals! <…> dort findest du sie wieder, und alle Freude, die du verlorst.“ Beissner kommentiert, die über dem Bach aufduftende Lilie sei das Bild für die durch die Epiphanie des Einzigen, Heiligen, Treuen gewährte Erfüllung. Nach Bassermann-Jordan meinen Lilie und Bach die Natur, „golden“ bringe eine Qualität der Dauerhaftigkeit in das Bild, das Präfix „auf“ bezeichne einen Beginn, den Übergang in einen neuen Zustand. Die Liebe sei zwar in Raum und Zeit situiert, zugleich bezeuge sie jedoch etwas Ewiges, Unzerstörbares. Binder findet, man dürfe nicht fragen, was mit den Liebenden nun eigentlich geschehe. Die Bewegung, die vom ersten Trennungsversuch über den Abschied zum Wiederfinden fortgeschritten sei, bleibe stehen und gehe gleichsam in sich. Nicht ein letzter Vorgang beschließe das Gedicht, sondern ein Aufblühen des Sinns.